# Mas el Puig (Ripoll)
El Mas el Puig és un edifici de Ripoll protegit com a Bé Cultural d'Interès Local.

## Descripció
Es tracta d'un dels edificis més importants d'aquest veïnat, tant per la seva importància històrica com per les dimensions de la casa. De planta quadrada o rectangular té una coberta de teula àrab a quatre vents, una façana amb arcades i porxos, i unes dimensions considerables. Per la façana posterior del mas passa la pista forestal que puja des de la carretera de les Lloses fins al Catllar.